# Wiatraki (zespół muzyczny)
 Wiatraki – polski zespół wokalno-instrumentalny, powstały w styczniu 1970 roku.

## Historia
Założycielem i liderem Wiatraków był Ryszard Poznakowski (fortepian, organy, śpiew), który odszedł od Trubadurów jesienią 1969 roku. Ponadto w skład zespołu wchodzili: Katarzyna Sobczyk (ex- Czerwono-Czarni; śpiew; zm. 28 lipca 2010 w Warszawie w wieku 65 lat), Jana Tarnowska (śpiew, instrument klawiszowy), Henryk Fabian (ex- Czerwono-Czarni; śpiew, gitara elektryczna; zm. 21 sierpnia 1998 w Szczecinie w wieku 55 lat), Ryszard Gromek (ex- Bizony; perkusja, instrumenty perkusyjne; zm. 27 września 1984 w wieku 38 lat). Grupa zadebiutowała piosenką Polskie wiatraki w Telewizyjnej Giełdzie Piosenki, a jego nazwa została wyłoniona w plebiscycie przeprowadzonym wśród widzów tego programu (początkowo używała nazwy "Grupa wokalno-muzyczna Ryszarda Poznakowskiego"). Zespół zarejestrował nagrania dla rozgłośni radiowej i longplay Wiatraki 1 w nagraniu którego wzięli udział gościnnie: Henryk Zomerski (gitara basowa) i Jerzy Milian (wibrafon). Ponadto wylansował kilka piosenek (Polskie wiatraki, Beskidzkie świątki, Tuż obok mnie, Nocą, Zakochamy się któregoś dnia) oraz wystąpił w Telewizyjnym Ekranie Młodych. Na VIII Krajowym Festiwalu Piosenki Polskiej w Opolu wykonał piosenkę, pt. Beskidzkie świątki i otrzymał wyróżnienie (Nagroda TVP) za piosenkę o walorach ludowych. Koncertował w NRD i w ZSRR. Pod koniec 1970 roku basistą zespołu został Bohdan Kendelewicz. W styczniu 1971 roku Wiatraki przestały istnieć – Poznakowski zakłada nowy zespół (z udziałem Kendelewicza), który przetrwał jedynie dziewięć miesięcy. W 1972 roku muzyk wraca do Trubadurów. Sobczyk rozstała się z nurtem polskiego big beatu i rozpoczęła karierę solową. Fabian wraz z żoną, K. Sobczyk od 1971 r. rozpoczyna współpracę z Estradą Szczecińską, zaś Gromek wiosną tego samego roku trafia do Testu.

## Dyskografia[9]

### Albumy
- 1970: Wiatraki 1 (LP, Muza XL/SXL 0623 – reedycja w 2004 r., nr. kat. PNCD 841, edycja limitowana)[10]

### Single
- 1970: Poznańskie dziewczyny (SP, Muza SP-304)
- 1970: Fistaszki (SP, Muza SP-305)
- 1970: Polskie wiatraki (SP, Muza SP-306)

### Pocztówki dźwiękowe
- 1970: Polskie wiatraki (PD, AW Ruch R-0132)
- 1970: Nocą (PD, PWP Ruch R-0189)
- 1970: Poznańskie dziewczyny (PD, PWP Ruch R-0190)
- 1970: Powiedz jak odnajdziesz mnie (PD, PWP Ruch R-0261)

### Kompilacje[11]
- 1970: Telewizyjna Giełda Piosenki (LP, Muza N-0585)[5]
- 1970: Polskie wiatraki (PD, Nagrywanie Pocztówek Dźwiękowych Z. Perczak, Ł. Kociszewska – 153; płyta dzielona z Trubadurami[12])
- 1970: Przeboje Non Stop (LP, Muza XL-0624)
- 1970: Mikrofon i Ekran – Opole'70 (LP, Muza XL-0635)
- 1992: Złote lata polskiego beatu 1970 vol. 2 (LP, Muza SX-3072)
- 1993: Złote lata polskiego beatu 1970 vol. 2 (MC, Muza CK 1287)
- 1993[13]: Szalone lata 60. – Przeboje polskiego beatu vol. 3 (CD, Muza PNCD 251)
- 1997: 70. w skali Beauforta vol.1. 1970-1972 (CD, Muza PNCD 378)
- 2013: Strange Weekend (LP, Muza SX-4011; CD, Muza PNCD 1494)